# Virslīga 2018
In 2018 werd het 44ste voetbalseizoen gespeeld van de Letse Virslīga. De competitie werd gespeeld van 31 maart tot 4 november. Riga FC werd kampioen.

## Eindstand
| Plaats | Club                           | Wed. | W  | G | V  | Saldo | Ptn. |
| ------ | ------------------------------ | ---- | -- | - | -- | ----- | ---- |
| 1.     | Riga FC                        | 28   | 20 | 4 | 4  | 45-16 | 64   |
| 2.     | FK Ventspils                   | 28   | 18 | 6 | 4  | 54-22 | 60   |
| 3.     | FK RFS                         | 28   | 18 | 1 | 9  | 57-23 | 55   |
| 4.     | FK Liepāja                     | 28   | 15 | 6 | 7  | 46-25 | 51   |
| 5.     | FK Spartaks Jūrmala            | 28   | 12 | 6 | 10 | 48-37 | 42   |
| 6.     | FK Jelgava                     | 28   | 6  | 3 | 19 | 19-48 | 21   |
| 7.     | FS Metta/Latvijas Universitāte | 28   | 5  | 4 | 19 | 24-52 | 19   |
| 8.     | Valmiera Glass VIA             | 28   | 2  | 2 | 24 | 22-92 | 8    |

Valmiera degradeerde in eerste instantie, maar omdat de competitie werd uitgebreid naar negen clubs bleven ze toch in de hoogste klasse. 
|  | Kampioen, geplaatst voor eerste voorronde UEFA Champions League 2019/20 |
|  | Geplaatst voor eerste voorronde UEFA Europa League 2019/20              |
|  | Deelname Promotie/Degradatie play-off                                   |

## Promotie/Degradatie play-off
| Team #1     | Tot.   | Team #2       | 1ste wed | 2de wed |
| ----------- | ------ | ------------- | -------- | ------- |
| FS Metta/LU | 10 - 2 | SK Super Nova | 7 - 2    | 3 - 0   |

## Kampioen
| Virslīga 2018               |
| Letland                     |
| --------------------------- |
| RIGA FC Kampioen (1° titel) |

## Topschutters
|   | Naam               | Club                | Doelpunten |
| - | ------------------ | ------------------- | ---------- |
| 1 | Darko Lemajić      | Riga FC             | 15         |
| 2 | Maksym Marusytsj   | FK RFS              | 14         |
| 3 | Adeleke Akinyemi   | FK Ventspils        | 13         |
| 3 | Tosin Aiyegun      | FK Ventspils        | 13         |
| 3 | Aleksejs Višņakovs | FK Spartaks Jūrmala | 13         |
| 6 | Ģirts Karlsons     | FK Liepāja          | 10         |
| 7 | Jānis Ikaunieks    | FK Liepāja          | 9          |